# شبکه بی‌سیم محلی

شبکه بی‌سیم محلی

در مخابرات، شبکه بی‌سیم محلی، آمیزه‌ای از خدمات ارتباط بی‌سیم است که توسط یک اپراتور شبکه بی‌سیم مشخص در یک کشور مشخص ارائه می‌شود. شبکه بی‌سیم محلی معمولا چندین فناوری شبکه سلولی مانند سامانهٔ جهانی ارتباطات همراه (جی‌اس‌ام)/نسل دوم شبکه تلفن همراه، سامانه جهانی مخابرات سیار/نسل سوم شبکه تلفن همراه، و پروژه مشارکتی نسل سوم شبکه تلفن همراه/نسل چهارم شبکه تلفن همراه را با هم ارائه می‌دهد.

## کد شبکه بی‌سیم محلی
شبکه بی‌سیم محلی در سراسر جهان با یک شناسه شبکه بی‌سیم محلی بین‌المللی شناخته می‌شود که کد بی‌سیم کشورها را در بر می‌گیرد. بنابراین یک شماره ۵ تا ۶ شماره‌ای است که کشور و شبکه بی‌سیم محلی در آن کشور را نشان می‌دهد. این کد معمولا به صورت 001-01 یا 001-001 نشان داده می‌شود.
شبکه بی‌سیم محلی بخشی است از:
- شناسه منطقه مکانی
- شناسه جهانی سلولی
- شناسه اشتراک بی‌سیم بین‌الملل

## صفرهای آغازین در کد شبکه بی‌سیم محلی
توجه شود که شبکه بی‌سیم محلی می‌تواند دو رقمی یا سه رقمی باشد. یعنی 01 و 001 دو شبکه بی‌سیم محلی جداگانه هستند و 001-02 یا 001-002 در کشور بوده و متعلق به دو اپراتور جداگانه 02 و 002 باشند. از شیوه اختصاص‌دهی شبکه بی‌سیم محلی اینگونه به نظر می‌آید که کارکر شبکه‌های بی‌سیم محلی دو و سه رقمی با یکدیگر فرق دارد (کد بی‌سیم کشورها را ببینید)

## کد شبکه بی‌سیم محلی و شناسه اشتراک بی‌سیم بین‌الملل
شناسه اشتراک بی‌سیم بین‌الملل، یک سیم‌کارت یا سیم‌کارت بین‌المللی را برای هر مشترک، شناسایی می‌کند. این شماره شناسایی، معمولا با شناسه اشتراک بی‌سیم بین‌الملل آغاز می‌شود. برای نمونه، شناسه اشتراک بی‌سیم بین‌الملل که به کد شبکه بی‌سیم محلی 262-33 تعلق دارد به صورت 262330000000001 دیده می‌شود. تلفن‌های همراه از این کد برای استفاده از خدمات رومینگ استفاده می‌کنند. بنابراین اگر تلفن همراه در شبکه‌ای با کد شبکه بی‌سیم محلی، مشترک شود که با کد آغازین شناسه اشتراک بی‌سیم بین‌الملل سیم‌کارت بین‌المللی، ناسازگار است روی صفحه گوشی تلفن همراه نماد "R" دیده می‌شد که قدرت برقراری ارتباط را نشان می‌دهد.

## خدمات شبکه بی‌سیم محلی
- تماس اضطراری به آتش‌نشانی/پلیس/آمبولانس
- تماس تلفنی به/از شبکه‌های بی‌سیم محلی دیگر (مانند شبکه تلفن عمومی، تلفن ثابت، و صدا روی پروتکل اینترنت)
- خدمات پیام کوتاه به/از شبکه‌های بی‌سیم محلی دیگر یا خدمات پروتکل سیپ (شکل اصلی پیام نوشتاری تلفن همراه که امروز، پیام‌رسانی فوری جای آنرا گرفته است)
- خدمات پیام چندرسانه‌ای به/از شبکه‌های بی‌سیم محلی دیگر یا خدمات پروتکل سیپ
- ارسال پیام از طریق کد دستوری (یواس‌اس‌دی) برای تعامل‌های خاص با اپراتورها (مانند کدهایی که با # آغاز می‌شوند *#100#)
- برقراری ارتباط اینترنتی برای خدمات دلبخواهی از طریق سرویس بسته امواج رادیویی در سامانهٔ جهانی ارتباطات همراه (جی‌اس‌ام)، IuPS در سامانه جهانی مخابرات سیار، یا پروژه مشارکتی نسل سوم شبکه تلفن همراه

در دسترس بودن، کیفیت، یا پهنای باند این خدمات تا اندازه زیادی به فناوری بکار رفته در شبکه بی‌سیم محلی دارد.